# Rex Harrison
Sir Reginald Carey "Rex" Harrison, (Huyton, Lancashire, (danas Merseyside), 5. ožujka 1908. - New York City, 2. lipnja 1990.), bio je britanski glumac.

## Životopis
Harrison započinje svoju karijeru u dobi od 16. godina u kazalištu u Liverpoolu, a zatim seli u London, gdje u kazališnom komadu Terrencea Rattigana pokazuje svoj talent.
Tijekim 1930-ih sve do 1946. glumio je u oko 20 filmova, različite manje uloge, s prekidom između 1942. do 1944. kada je tijekom Drugog svjetskog rata služio u Royal Air Forceu.
1946. doživljava slavu s glavnom ulogom u filmu Anna and the King of Siam. Svoje najpoznatije filmove snimio je tijekom 1960-ih.
1964. za svoju ulogu Professora Higginsa u filmu My Fair Lady nagrađen je Oscarom za najboljeg glumca.
Harrisonu, koji je bio elegantna i šarmantna osoba, dodijeljen je 1989. naslov Sira.
Bio je oženjen šest puta: 
1. 1934. – 1942. s Marjorie Thomas
2. 1943. – 1957. s glumicom Lilli Palmer
3. 1957. – 1959. s glumicom Kay Kendall
4. 1962. – 1971. s glumicom Rachel Roberts
5. 1971. – 1975. s Elizabeth Harris
6. 1978.- do svoje smrti s Mercia Tinker

Godine 1948. dok je bio oženjen s Lilli Palmer, imao je ljubavnu vezu s glumicom Carole Landis; koja je počinila samoubojstvo kada se veza završila.
Poslije toga je često u "žutom tisku" nazivan kao  Sexy Rexy. Tvorac, američke animirane serije "The Family Guy", Seth McFarland, je u nekoliko intervjua rekao da je karakter  "Stewiea Griffina", njegov način govora kao i držanja tijela baziran po Harissonovom liku.

## Filmografija
- 1936.: Men Are Not Gods
- 1937.: Storm in a Teacup
- 1938.: Sidewalks of London
- 1938:  The Citadel
- 1939.:  Over the Moon
- 1941.:  Major Barbara
- 1945.:  Blithe Spirit
- 1945.: I Live in Grosvenor Square
- 1945.: The Rake’s Progress
- 1946.:  Anna and the King of Siam
- 1947.: The Ghost and Mrs. Muir
- 1947.: The Foxes of Harrow
- 1948.: Unfaithfully Yours
- 1952.: The Four Poster
- 1954.: King Richard and the Crusaders
- 1955.:  The Constant Husband
- 1958.:  The Reluctant Debutante
- 1960.:  Midnight Lace
- 1961.: The Happy Thieves
- 1963.:  Cleopatra
- 1964.: My Fair Lady
- 1964:  The Yellow Rolls-Royce
- 1965:  The Agony and the Ecstasy
- 1967.: The Honey Pot
- 1967.: Doctor Dolittle
- 1968.:  A Flea in Her Ear
- 1969:. Staircase
- 1977.:  Crossed Swords
- 1978.:  Shalimar
- 1979.: Ashanti
- 1979.: The Fifth Musketeer
- 1982.: A Time to Die

 TV uloge 
- 1973.: The Adventures of Don Quixote
- 1983.: The Kingfisher
- 1986.: Anastasia: The Mystery of Anna

## Vanjske poveznice
- Rex Harisson u internetskoj bazi filmova IMDb-u (engl.)